# Красных, Алексей Иванович
Алексей Иванович Красных (род. 5 октября 1943 года в селе Путятино, Добровский район, Липецкая область, РСФСР, СССР) — российский политический деятель, депутат Верховного Совета Удмуртской Республики (1990—1993), депутат Государственной Думы ФС РФ первого созыва (1993—1995), депутат Государственного Совета Удмуртской Республики (1995—1999).

## Биография
С 1960 по1961 год работал на Ижевском моторном заводе слесарем. В 1965 году получил высшее образование по специальности «математические и счетно-ремонтные приборы и устройства» в Ижевском механическом институте. Получил второе высшее образование по специальности «экономист по банковскому делу» в Финансовую академию при правительстве Российской Федерации. С 1966 по 1968 год работал на Ижевском радиозаводе инженером-конструктором. С 1968 по 1970 год проходил срочную военную службу в Армии. С 1968 по1970 год служил в Дальневосточном военном округе инженером-лейтенантом. С 1971 по 1994 год работал на Ижевском радиозаводе начальником бюро математического обеспечения, начальником отдела АСУП, главным конструктором АСУП. В 1990 году избран депутатом Верховного Совета Удмуртской Республики, был заместителем председателя комиссии по бюджету и экономическому развитию.
В 1993 году избран депутатом Государственной думы Федерального Собрания Российской Федерации первого созыва от Ижевского одномандатного избирательного округа № 29 Удмуртской Республики. В Государственной думе был членом комитета по бюджету, налогам, банкам и финансам, входил в входил в депутатскую группу «Россия».
В 1995году избран депутатом Государственного Совета Удмуртской Республики от Индустриального одномандатного избирательному округа N 7 города Ижевск. В 2011 году возглавлял Удмуртское региональное отделение «Социалистической партии России».